# Poul Sørensen
Poul Bergenhammer Sørensen (3 de agosto de 1906 — 1 de julho de 1951) foi um ciclista dinamarquês e campeão olímpico do ciclismo de estrada.
Sørensen foi um dos atletas que representou a Dinamarca nos Jogos Olímpicos de Amsterdã 1928, onde foi o vencedor e recebeu a medalha de ouro na prova de estrada por equipes. No individual, ele foi o vigésimo oitavo colocado.